# تاتیانا تورو
تاتیانا تورو (انگلیسی: Tatiana Toro؛ زادهٔ ۱۹۶۴ (۶۰–۶۱ سال)) ریاضی‌دان اهل کلمبیا است.
وی همچنین برندهٔ جوایزی همچون کمک‌هزینه گوگنهایم شده‌است.